# Lista masowo produkowanych statków powietrznych
Lista przedstawia spis statków powietrznych, których wielkość produkcji przekroczyła 5 000 egzemplarzy.

## Ponad 10 000 maszyn
| Nazwa                       | Liczba egzemplarzy      | Państwo                                              | Uwagi | Lata produkcji  |
| --------------------------- | ----------------------- | ---------------------------------------------------- | --- | --------------- |
| Cessna 172                  | 43 000+                 | Stany Zjednoczone                                    | Wciąż produkowany, także na licencji we Francji. | 1956 – obecnie  |
| Po-2                        | 40 000+                 | Związek Radziecki                                    | Najliczniej produkowany dwupłat. | 1928 – 1959     |
| Ił-2                        | 36 183                  | Związek Radziecki                                    | Najliczniej produkowany samolot wojskowy. | 1941 – 1945     |
| Piper PA-28 Cherokee        | 32 778+                 | Stany Zjednoczone                                    | Powstało wiele modeli tej maszyny. | 1960 – obecnie  |
| Messerschmitt Bf 109        | 32 433 (z licencyjnymi) | III Rzesza                                           | Najliczniej produkowany samolot myśliwski. Wytwarzany także na licencji w Rumunii, na Węgrzech (podczas wojny) oraz po wojnie w Hiszpanii (Hispano Aviación HA-1112), Czechosłowacji (Avia S-99/S-199) i Szwajcarii.                      | 1936 – 1958     |
| Cessna 182                  | 23 237+                 | Stany Zjednoczone                                    | Nadal produkowany, także na licencji we Francji. | 1956 – obecnie  |
| Cessna 150                  | 23 954                  | Stany Zjednoczone                                    | Produkowany również na licencji we Francji. | 1958 – 1977     |
| Supermarine Spitfire        | 20 351                  | Wielka Brytania                                      | | 1938 – 1948     |
| Piper J-3 Cub               | 20 056                  | Stany Zjednoczone                                    | | 1938 – 1947     |
| An-2                        | 20 000+                 | Związek Radziecki, Chińska Republika Ludowa i Polska | Najdłużej produkowany dwupłat, produkowany także na licencji w Polsce i Chinach. | 1947 – obecnie  |
| Focke-Wulf Fw 190           | 20 087+                 | III Rzesza                                           | 64 maszyny wyprodukowane po wojnie we Francji jako NC 900. | 1939 – 1945     |
| Consolidated B-24 Liberator | 18 482                  | Stany Zjednoczone                                    | Najliczniej produkowany ciężki samolot bombowy; najliczniej produkowany samolot wielosilnikowy. | 1940 – 1945     |
| MiG-15                      | 18 000+                 | Związek Radziecki                                    | Najliczniej produkowany samolot odrzutowy: 3 454 zmontowano w Czechosłowacji (S-102/104), 727 w Polsce jako LIM-1/2 oraz nieznaną liczbę w Chinach jako J-2/3.                                                                            | 1947 – lata 50. |
| Beechcraft Bonanza          | 17 000+                 | Stany Zjednoczone                                    | Najdłużej produkowany samolot, nadal w produkcji. | 1947 – obecnie  |
| Mi-8                        | 17 000+                 | Związek Radziecki/Rosja                              | Najliczniej produkowany śmigłowiec, nadal w produkcji. | 1961 – obecnie  |
| Curtiss P-40 Warhawk        | 16 800                  | Stany Zjednoczone                                    | | 1939 – 1944     |
| Jak-9                       | 16 769                  | Związek Radziecki                                    | | 1942 – 1948     |
| North American P-51 Mustang | 16 766                  | Stany Zjednoczone                                    | Produkowany także na licencji w Australii. | 1940 – 1951     |
| Douglas DC-3                | 16 079                  | Stany Zjednoczone                                    | Najliczniej produkowany samolot pasażerski. Także produkowany na licencji w Japonii (Showa L2D) i ZSRR (Li-2). | 1935 – 1952     |
| Bell UH-1 Iroquois          | 16 000+                 | Stany Zjednoczone                                    | | 1959 – 1976     |
| Republic P-47 Thunderbolt   | 15 579                  | Stany Zjednoczone                                    | | 1942 – 1945     |
| North American T-6 Texan    | 15 495                  | Stany Zjednoczone                                    | Samolot szkolno-treningowy | 1937 – lata 50. |
| Junkers Ju 88               | 15 000+                 | III Rzesza                                           | | 1939 – 1945     |
| Hawker Hurricane            | 14 533                  | Wielka Brytania                                      | Produkowany również na licencji w Kanadzie. | 1937 – 1944     |
| Boeing B-17 Flying Fortress | 12 726                  | Stany Zjednoczone                                    | | 1937 – 1945     |
| Vought F4U Corsair          | 12 571                  | Stany Zjednoczone                                    | | 1941 – 1952     |
| Grumman F6F Hellcat         | 12 274                  | Stany Zjednoczone                                    | | 1942 – 1945     |
| Vultee BT-13 Valiant        | 11 537                  | Stany Zjednoczone                                    | | 1939 – 1947     |
| MiG-21                      | 11 496                  | Związek Radziecki                                    | Najliczniej produkowany samolot ponaddźwiękowy. W ZSRR powstało 10 645 sztuk. Produkowany również w Indiach przez HAL (657 eg.), w Czechosłowacji (S-106) (194 eg.), a także w Chinach jako J-7/JJ-7 (2400+ nie wliczane do zestawienia). | 1959 – 2006     |
| Vickers Wellington          | 11 461                  | Wielka Brytania                                      | | 1936 – 1945     |
| Pe-2                        | 11 427                  | Związek Radziecki                                    | | 1941 – 1942     |
| Avro Anson                  | 11 029                  | Wielka Brytania                                      | Produkowany również na licencji w Kanadzie. | 1935 – 1952     |
| Mitsubishi A6M              | 10 938                  | Cesarstwo Japonii                                    | | 1940 – 1945     |
| MiG-17                      | 10 367                  | Związek Radziecki                                    | Produkowany również w Chinach jako Shenyang J-5 oraz w Polsce jako Lim-6. | 1951 – 1986     |
| Lockheed P-38 Lightning     | 10 037                  | Stany Zjednoczone                                    | | 1941 – 1945     |

## 5 000 – 10 000 maszyn
| Nazwa                                             | Liczba egzemplarzy | Państwo                                     | Uwagi | Lata produkcji  |
| ------------------------------------------------- | ------------------ | ------------------------------------------- | --- | --------------- |
| Schneider SG-38                                   | 9 000–10 000       | III Rzesza                                  | Jeden z najliczniej produkowanych szybowców na świecie                                                                 | 1941 – 1945     |
| North American B-25 Mitchell                      | 9 984              | Stany Zjednoczone                           | | 1940 – 1945     |
| Ła-5                                              | 9 920              | Związek Radziecki                           | | 1942 – 1945     |
| North American F-86 Sabre /North American FJ Fury | 9 860              | Stany Zjednoczone                           | Produkowany również na licencji w Kanadzie (1860), Japonii (300), Włoszech (221) i Australii (112).                    | 1947 – 1956     |
| Grumman TBF Avenger                               | 9 837              | Stany Zjednoczone                           | | 1942 – 1945     |
| Bell P-39 Airacobra                               | 9 584              | Stany Zjednoczone                           | | 1938 – 1944     |
| I-16                                              | 9 450              | Związek Radziecki                           | | 1934 – 1943     |
| Cessna 210                                        | 9 240              | Stany Zjednoczone                           | | 1957 – 1985     |
| Piper PA-18 Super Cub                             | 9 000              | Stany Zjednoczone                           | | 1949 – 1994     |
| Beechcraft Model 18                               | 9 000              | Stany Zjednoczone                           | | 1937 – 1970     |
| Jak-18                                            | 9 000              | Związek Radziecki                           | Produkowany również na licencji w Chinach jako Nanchang CJ-5/6.                                                        | 1946 – 1958     |
| Avro 504                                          | 8 970              | Wielka Brytania                             | Najliczniej produkowany samolot z czasów I wojny światowej.                                                            | 1913 – 1918     |
| Jak-1                                             | 8 720              | Związek Radziecki                           | | 1940 – 1944     |
| Stearman PT-17 Kaydet                             | 8 584              | Stany Zjednoczone                           | | 1934 – 1944     |
| Cessna 206                                        | 8 509+             | Stany Zjednoczone                           | | 1962 – obecnie  |
| MiG-19                                            | 8 500              | Związek Radziecki                           | Produkowany również w Chinach jako Q-5.                                                                                | 1955 – 1996     |
| SPAD S.XIII                                       | 8 472              | Francja                                     | Najliczniej produkowany samolot myśliwski z I wojny światowej.                                                         | 1917–1919       |
| Bell 206                                          | 8 460              | Stany Zjednoczone i Kanada                  | Produkowany również na licencji we Włoszech i w Australii.                                                             | 1966 – obecnie  |
| Piper PA-32 Cherokee Six                          | 7 842+             | Stany Zjednoczone                           | Powiększony Piper PA-28 Cherokee.                                                                                      | 1965 – 2007     |
| Breguet 14                                        | 7 800              | Francja                                     | 2 300 egzemplarzy wyprodukowano po zakończeniu I wojny światowej.                                                      | 1916 – 1928     |
| de Havilland Mosquito                             | 7 781              | Wielka Brytania                             | Produkowany również na licencji w Australii i Kanadzie.                                                                | 1940 – 1950     |
| Grumman F4F Wildcat                               | 7 722              | Stany Zjednoczone                           | | 1940 – 1945     |
| Cessna 120 i 140                                  | 7 604              | Stany Zjednoczone                           | | 1946 – 1950     |
| Cessna 152                                        | 7 584              | Stany Zjednoczone                           | Budowany także na licencji we Francji.                                                                                 | 1977 – 1985     |
| Republic F-84 Thunderjet                          | 7 524              | Stany Zjednoczone                           | | 1947 – 1957     |
| Douglas DB-7                                      | 7 478              | Stany Zjednoczone                           | | 1939 – 1944     |
| Boeing 737                                        | 7 457              | Stany Zjednoczone                           | Najliczniej produkowany samolot pasażerski z silnikami odrzutowymi.                                                    | 1967 – obecnie  |
| Avro Lancaster                                    | 7 377              | Wielka Brytania                             | 430 maszyn wyprodukowano na licencji w Kanadzie.                                                                       | 1941 – 1946     |
| Heinkel He 111                                    | 7 300              | III Rzesza                                  | Wytwarzany także w Hiszpanii jako CASA C.2111.                                                                         | 1935 – 1944     |
| Mi-2                                              | 7 200              | Związek Radziecki, Polska                   | Śmigłowiec produkowany tylko w Polsce.                                                                                 | 1965 – 1985     |
| Curtiss SB2C Helldiver                            | 7 140              | Stany Zjednoczone                           | | 1940 – 1945     |
| de Havilland Tiger Moth                           | 7 105              | Wielka Brytania                             | Produkowany także na licencjach w innych krajach.                                                                      | 1931 – 1944     |
| Curtiss JN-4                                      | 6 813              | Stany Zjednoczone                           | | 1915 – 1926     |
| SB-2                                              | 6 656              | Związek Radziecki                           | Montowany również w Czechosłowacji.                                                                                    | 1936 – 1941     |
| Lockheed T-33 Shooting Star                       | 6 557              | Stany Zjednoczone                           | Produkowany także na licencji w Kanadzie.                                                                              | 1948 – 1959     |
| I-15/I-15bis                                      | 6 519              | Związek Radziecki                           | Produkowany również w Hiszpanii.                                                                                       | 1934 – 1940     |
| Jak-7                                             | 6 399              | Związek Radziecki                           | | 1941 – 1944     |
| Junkers Ju 87                                     | ~6 500             | III Rzesza                                  | | 1937 – 1944     |
| ŁaGG-3                                            | 6 258              | Związek Radziecki                           | | 1940 – 1942     |
| Ił-10                                             | 6 226              | Związek Radziecki                           | Produkowany także przez czechosłowacką Avię.                                                                           | 1944 – 1957     |
| Cessna 180                                        | 6 193              | Stany Zjednoczone                           | | 1953 – 1981     |
| Handley Page Halifax                              | 6 176              | Wielka Brytania                             | | 1940 – 1946     |
| Messerschmitt Bf 110                              | 6 170              | III Rzesza                                  | | 1938 – 1945     |
| R-5                                               | ~6 000             | Związek Radziecki                           | | 1931 – 1937     |
| Sopwith 1½ Strutter                               | 5 939              | Wielka Brytania, Francja (~4,500)           | | 1916–1918       |
| Douglas SBD Dauntless                             | 5 936              | Stany Zjednoczone                           | | 1940 – 1944     |
| Bristol Beaufighter                               | 5 928              | Wielka Brytania                             | Produkowany także w Australii.                                                                                         | 1940 – 1946     |
| Nakajima Ki-43                                    | 5 919              | Japonia                                     | | 1942 – 1945     |
| Yokosuka K5Y                                      | 5 770              | Japonia                                     | | 1934 – 1945     |
| Ła-7                                              | 5 753              | Związek Radziecki                           | | 1944 – 1945     |
| Sopwith Camel                                     | 5 500              | Wielka Brytania                             | | 1917 – 1918     |
| Cessna AT-17 Bobcat                               | 5 422              | Stany Zjednoczone                           | | 1939 – 1948     |
| Airbus A320                                       | 5 402              | Francja, Niemcy, Wielka Brytania, Hiszpania | Montowany też w Chinach.                                                                                               | 1988 – obecnie  |
| Bristol F.2 Fighter                               | 5 329              | Wielka Brytania                             | | 1916 – 1927     |
| Martin B-26 Marauder                              | 5 288              | Stany Zjednoczone                           | | 1941 – 1945     |
| Ił-4                                              | 5 256              | Związek Radziecki                           | | 1942 – 1944     |
| Royal Aircraft Factory S.E.5                      | 5 205              | Wielka Brytania                             | | 1917 – 1918     |
| McDonnell Douglas F-4 Phantom II                  | 5 195              | Stany Zjednoczone                           | 138 powstało na licencji w Japonii.                                                                                    | 1958 – 1981     |
| Cessna 170                                        | 5 174              | Stany Zjednoczone                           | | 1948 – 1956     |
| MiG-23                                            | 5 047              | Związek Radziecki                           | | 1967 – 1985     |
| Jak-12                                            | 5 000+             | Związek Radziecki, Polska, Chiny            | Produkowany na licencji w Polsce, również jako zmodyfikowana wersja PZL-101 Gawron oraz w Chinach jako Shenyang typ 5. | 1947 – Lata 60. |
| Grunau Baby IIb                                   | ~5 000             | III Rzesza/Niemcy                           | | 1932 – ????     |